# 许尔普
许尔普是德国石勒苏益格－荷尔斯泰因州的一个市镇。总面积9.27平方公里，总人口484人，其中男性244人，女性240人（2011年12月31日），人口密度52人/平方公里。